# Samuel Hubbard Scudder
Pour les articles homonymes, voir Scudder (homonymie).
Samuel Hubbard Scudder est un entomologiste américain, né le 13 avril 1837 à Boston et mort le 17 mai 1911 à Cambridge (Massachusetts). Il est considéré comme l’un des meilleurs spécialistes des orthoptères.

## Biographie
Il fait ses études à l’université d'Harvard où il suit les cours de Louis Agassiz (1807-1873). Il devient son assistant de 1862 à 1864. Il est conservateur à la Boston Society of Natural History de 1864 à 1870 ; il en sera le vice-président de 1874 à 1880 puis président jusqu’en 1887.
Il obtient le poste d’assistant-bibliothécaire à l’université d’Harvard en 1879, fonction qu’il conserve 4 ans. De 1886 à 1892, il est paléontologue au bureau de recherche géologique fédéral.
Il publie près de 800 articles et livres scientifiques, principalement consacrés aux lépidoptères, aux orthoptères et aux insectes fossiles.
Son œuvre majeure en entomologie est The Butterflies of the Eastern United States and Canada en trois volumes qui paraissent en 1888-1889, fruit de trente ans de recherche. Parmi ses autres publications, il faut citer The Tertiary Insects of North America (1891), Revision of the American Fossil Cockroaches (1895), Excursions into the World of Butterflies (1895) et Everyday Butterflies (1899).
Durant ses seules six années passées au bureau de recherche géologique, il décrit plus de 1 100 espèces nouvelles d’insectes fossiles. Il en nomma près de 700 supplémentaires plus tard.

## Liste partielle des publications
- (en) 1875 : Historical sketch of the generic names proposed for butterflies. Proceedings of the American Academy of Arts and Sciences, 10 : 91–293.